# Сад собора Святого Юра
Сад собо́ра Свято́го Ю́ра — сад, расположенный возле палат униатских митрополитов на территории комплекса собора Святого Юра во Львове (Украина). Адрес: площадь Святого Юра.
Сад расположен на склоне Святоюрской горы. В 1772 году был обведен каменной изгородью. Над воротами в сад установлены статуи «Вера» и «Надежда» работы скульптора С. Стажевского. К началу XIX столетия это был живописный парк с тремя террасами вокруг митрополичьего дворца. Это был пример сакральных садов, которыми окружались львоские монастыри и храмы в прошлом.
Парк является владением УГКЦ и закрыт для публичного посещения.